# فراری کالیفرنیا
فراری کالیفرنیا‌ (به انگلیسی: Ferrari California) یکی از مدل‌های فراری است که اولین بار در سال ۲۰۰۸ در پاریس به نمایش درآمد. این مدل فراری که بر پایه مدل مارانلو طراحی شده‌است، کمی هم به فراری دینو شباهت دارد. کالیفرنیا همانند سایر فراری‌ها، برای اولین بار با رنگ قرمز در معرض دید عموم قرار گرفت.
فراری کالیفرنیا در ۲ حالت بی‌سقف یا با سقف فلزی قابل استفاده است. سقف این فراری با ظرافت خاصی درون صندوق جای می‌گیرد به نحوی که کاملاً با بدنه هماهنگ می‌شود. بدنه و شاسی فراری کالیفرنیا هر ۲ از جنس آلومینیوم هستند. این فراری از یک موتور وی۸ به حجم ۴۳۰۰ سی‌سی بهره می‌برد که می‌تواند ۴۶۰ اسب بخار نیرو تولید کند. بازده موتور در مجموع در محصولات فراری بسیار بالا است به‌طوری‌که این فراری به ۱۰۶٫۹۸ اسب به ازای هر لیتر حجم موتور رسیده‌است. فراری کالیفرنیا در هر کیلومتر ۳۱۰ گرم کربن دی‌اکسید تولید می‌کند.
نیروی موتور فراری کالیفرنیا به یک جعبه‌دندهٔ هفت سرعته منتقل شده که به‌همراه موتور تقریباً در وسط خودرو جای گرفته‌است. سنت فراری در این خودرو نیز حفظ شده و نیرو به چرخ‌های عقب منتقل می‌شود. با این سیستم می‌توان در کمتر از ۴ ثانیه به سرعت ۱۰۰ کیلومتر در ساعت رسید.